# Per Elisa
Per Elisa ist ein italienisches Lied von Alice aus dem Jahr 1981. Es wurde von der Sängerin zusammen mit Franco Battiato und Giusto Pio geschrieben. Im Februar 1981 gewann Alice mit dem Lied das Sanremo-Festival. Es wurde anschließend als Single und auf dem Album Alice bei EMI Italiana veröffentlicht.
Die Zusammenarbeit zwischen Battiato, Pio und Alice hatte 1980 mit dem Lied Il vento caldo d’estate begonnen. Nach dem Erfolg mit Per Elisa setzten Battiato und Alice ihre Zusammenarbeit über Jahre hinweg fort und traten 1984 mit dem Lied I treni di Tozeur beim Grand Prix Eurovision de la Chanson an.
Im Incipit des Liedes ist Beethovens Thema Für Elise (italienisch: Per Elisa) vorhanden. Der Text handelt von einem Liebespaar und wird aus der Perspektive der Partnerin erzählt. Elisa ist der Name der neuen Flamme des Partners und die Ich-Erzählerin versucht, diese in einem schlechten Licht dastehen zu lassen. Zudem macht sie ihren Partner darauf aufmerksam, dass Elisa nicht einmal schön sei und er es riskiere, sie wegen Elisa zu verlieren. Eine Interpretation des Textes will in Elisa ein Pseudonym für eine abhängigmachende Droge sehen, aber sowohl Alice als auch Battiato lehnen diese Deutung ab. Nichtsdestoweniger kam das Lied 1983 in Amore Tossico, einem Spielfilm über Heroinabhängige in Ostia, zur Verwendung.
Alice erreichte mit dem Lied eine gewisse Bekanntheit über Italiens Grenzen hinaus. Am 23. Juni 1981 trat sie mit dem Lied in der dritten Folge von Bananas beim WDR Fernsehen auf.
Das Lied wurde von verschiedenen Musikern gecovert, so von Franco Battiato oder wesentlich später vom Aram Quartet und Spagna. Die Sängerinnen Annalisa und Emma Marrone sangen das Lied anlässlich der 63. Ausgabe des Sanremo-Festivals 2013. Loretta Goggi, die 1981 beim Sanremo-Festival mit ihrem Lied Maledetta primavera auf Platz 2 landete, wurde noch im selben Jahr Moderatorin, der nach ihr benannten Sendung Hello Goggi auf Canale 5. In dieser Sendung parodierte sie neben anderen auch Alice und das Lied Per Elisa. Maledetta primavera war in den italienischen Charts erfolgreicher als Per Elisa. Ende der 1980er-Jahre parodierte Stefano Nosei als Doctor Spot das Lied für das Fernsehprogramm Telemeno des Fernsehsenders Odeon TV.